# 유엔 안전 보장 이사회 결의
유엔 안전 보장 이사회 결의(國際聯合安全保障理事會決議, 영어: United Nations Security Council resolution, 프랑스어: Résolution du Conseil de sécurité des Nations unies)는 유엔의 가장 강력한 기구인 유엔 안전 보장 이사회에서 15개의 회원국 투표에 의해 채택되는 유엔 결의이다. 안전 보장 이사회에서 공인했던 2개의 주요 전쟁은 1950년의 한국전쟁과 1991년의 걸프전이었다.

## 남북한 관련 결의
- 유엔 안전 보장 이사회 결의 제82호 1950년 6월 25일 한국 전쟁 관련 최초의 결의. 북한의 침략행위 중지를 권고함.[1]
- 유엔 안전 보장 이사회 결의 제83호 1950년 6월 27일
- 유엔 안전 보장 이사회 결의 제84호 1950년 7월 7일
- 유엔 안전 보장 이사회 결의 제85호 1950년 7월 31일
- 유엔 안전 보장 이사회 결의 제88호 1950년 11월 8일
- 유엔 안전 보장 이사회 결의 제90호 1951년 1월 31일
- 유엔 안전 보장 이사회 결의 제702호 1991년 8월 8일 남북한의 동시 유엔 가입을 만장일치로 유엔 총회에 권고함
- 유엔 안전 보장 이사회 결의 제825호 1993년 5월 11일 북한의 NPT 탈퇴 선언에 대해 만장일치로 북한이 재고할 것을 촉구함
- 유엔 안전 보장 이사회 결의 제1695호 2006년 7월 16일 만장일치로 북한의 미사일 발사에 대한 결의를 함
- 유엔 안전 보장 이사회 결의 제1718호 2006년 10월 14일 북한의 핵 실험에 대한 경제 제재를 결의함,이 결의로 유엔 안보리 대북제재위원회가 설립되었다.
- 유엔 안전 보장 이사회 결의 제1874호 2009년 6월 12일  북한의 핵실험(2차)에 대응 및  유엔 안보리 대북제재위원회 소속에 전문가 패널구성 채택
- 유엔 안전 보장 이사회 결의 제2087호 2013년 1월 22일 북한의 “은하 3호” 발사에 대한 대응  및 제재대상을 추가
- 유엔 안전 보장 이사회 결의 제2094호 2013년 3월 북핵 3차 실험에 대한 대응
- 유엔 안전 보장 이사회 결의 제2207호 2015년 3월 4일
- 유엔 안전 보장 이사회 결의 제2270호 2016년 3월 2일
- 유엔 안전 보장 이사회 결의 제2276호 2016년 3월 24일
- 유엔 안전 보장 이사회 결의 제2321호 2016년 9월 9일
- 유엔 안전 보장 이사회 결의 제2345호 2017년 3월 23일
- 유엔 안전 보장 이사회 결의 제2356호 2017년 6월 2일
- 유엔 안전 보장 이사회 결의 제2371호 2017년 8월 5일
- 유엔 안전 보장 이사회 결의 제2397호 2017년 12월 22일
- 유엔 안전 보장 이사회 결의 제2407호 2018년3월21일
- 유엔 안전 보장 이사회 결의 제2464호 2019년4월10일

## 같이 보기
- 분류:주제별 유엔 안전 보장 이사회 결의
- 분류:연도별 유엔 안전 보장 이사회 결의
- 유엔 안전 보장 이사회 결의 목록
- 유엔 총회 결의